# Ana Tena Puy
Ana Tena Puy (Panillo, 1966) es una autora española que escribe en aragonés ribagorzano.

## Trayectoria
Tena es miembro del Consello d'a Fabla Aragonesa y miembro fundador de la Academia del Aragonés. En sus obras mezcla la introspección con sus intereses sociales.

## Reconocimientos
En 2009, Tena ganó el premio Chusé Coarasa de cuentos escritos en aragonés.

## Obra
- 1997 – Ta óne im. Publicazions d'o Consello d'a Fabla Aragonesa.
- 1997 – Tornasoles.
- 1998 – Bardo que alenta. Publicazions d'o Consello d'a Fabla Aragonesa. ISBN 9788486036713.[6]
- 2001 – La bollonera de un alma.
- 2002 – Más t'allá.
- 2001 – Cuentos pa biladas sin suenio. Publicazions d'o Consello d'a Fabla Aragonesa. ISBN 9788486036904.[7]
- 2005 – L'ombre la santeta. Premio Billa de Sietemo.
- 2008 – Como minglanas. Publicazions d'o Consello d'a Fabla Aragonesa. ISBN 9788495997272.[8]
- 2009 – Adónde vamos. Gara D'Edizions. ISBN 9788480944014.[9]